# Mortierella elongata
Mortierella elongata — вид зигомікотових грибів родини Mortierellaceae. Мікроскопічний грибок, росте в симбіозі з бактерією Burkholderia та в асоціації з тополею (Populus sp.).